# Parc national de Lal Suhanra
Lal Suhanra est un parc national du Pakistan situé dans le district de Bahawalpur, dans la province du Pendjab. Il a été créé en 1972.
Le parc est également déclaré par l'Unesco depuis 1977 réserve de biosphère.